# ماركوس فري
ماركوس فري (بالإنجليزية: Marcus Free)‏ هو مجدف أسترالي، ولد في 30 يوليو 1969.

## وصلات خارجية
- ماركوس فري على موقع الاتحاد الدولي للتجديف (الإنجليزية)